# Іванов Анатолій Анатолійович
Анато́лій Анато́лійович Івано́в (нар. 5 вересня 1976 — пом. 4 вересня 2014) — сержант Збройних сил України, учасник російсько-української війни.

## Життєпис
Народився 1976 року в Радушному; закінчив радушнівську школу.
У часі війни — сержант 42-го батальйону територіальної оборони Кіровоградської області «Рух опору» ЗСУ, старший розвідник.
4 вересня 2014-го у Краматорську перекинулась БРДМ, на броні якої перебували декілька бійців, внаслідок чого двоє з них загинули — Євген Трохимчук і Анатолій Іванов.
Похований у Радушному.
Без Анатолія лишились син, донька, батько, молодший брат, сестра, дружина.

## Нагороди та вшанування
За особисту мужність і героїзм, виявлені у захисті державного суверенітету та територіальної цілісності України, вірність військовій присязі під час російсько-української війни, відзначений — нагороджений
- 14 липня 2015 року — орденом «За мужність» III ступеня (посмертно)[1]
- 13 лютого 2015 року в радушнівській школі відкрито меморіальну дошку Анатолію Іванову.
- Його портрет розміщений на меморіалі «Стіна пам'яті полеглих за Україну» у Києві: секція 4, ряд 9, місце 4